# Tricholoma ustale
Tricholoma ustale, conocido como caballero quemado (burnt knight en inglés), es una especie de hongo del género Tricholoma. Se encuentra en Asia, Europa y América del Norte, aunque pueden representar una o más especies diferentes.

## Taxonomía
El hongo fue descrito por Elias Magnus Fries en 1818 con el nombre de Agaricus ustalis. Paul Kummer le dio el nombre que actualmente tiene en 1871 luego de transferirlo al género Tricholoma. El nombre Gyrodon ustale, es un sinónimo biológico dado por Lucien Quélet en 1886. Marcel Bon describió la variedad rufoaurantiacum en Francia en el año de 1984. Dentro del género Tricholoma, T. ustale se clasifica dentro de la sección Albobrunnea del subgénero Tricholoma.
El nombre botánico proviene del latín ustalis que significa "tostado" o "quemado" en relación con el color del sombrero. En inglés se lo conoce popularmente como burnt knight. En Japón se lo conoce como Kakishimeji.

## Descripción
El sombrero puede alcanzar en su madurez los 10 cm de diámetro e incluso superarlos ligeramente, en sus primeras etapas tiene forma hemisférica o un poco cónica, después se vuelve convexa y finalmente aplanada. Su superficie es separable y ligeramente viscosa con tiempo lluvioso, de color pardo rojizo o castaño, algo más oscura en la zona central y palideciendo hacia el margen en muchos ejemplares.
Carne espesa y fibrosa de color blanco con tendencia a pardear al corte sobre todo en el pie. Tiene un olor harinoso débil y un sabor que en un primer momento es también harinoso y que resulta amargo tras un rato de masticación. No es recomendable su consumo pues muchas subespecies son venenosas.

## Hábitat y distribución
Tricholoma ustale es una especie ectomicorrizal que aparece en bosque de planifolios diversos, frecuentemente asociado a las raíces de haya. No se ha constatado su presencia bajo coníferas. Fructifica sobre todo durante el otoño en pequeños grupos sobre el suelo, de forma más ocasional puede aparecer en otra épocas del año. En Inglaterra puede ser encontrado en los condados del sur de Inglaterra.

## Toxicidad
Tricholoma ustale es una de las tres especies más frecuentemente implicadas con intoxicación por hongos en Japón. El consumo del hongo provoca malestar gastrointestinal, con síntomas como vómitos y diarrea. El análisis químico de las poblaciones japonesas ha revelado como principios tóxicos al ácido ustálico y varios compuestos relacionados. Alimentando a la fuerza a varios ratones con este hongo, se desveló que este compuesto les induce un estado de quietud, manteniendo una posición agazapada, reacios a moverse, y provocando temblores y contracciones abdominales. Una concentración suficientemente alta de la toxina (10 miligramos por ratón) causan la muerte. El ácido ustálico, es un inhibidor de la bomba de sodio y potasio (Na+/K+-ATPasa) que se encuentra en la membrana plasmática de todas las células animales. Este compuesto ha sido totalmente sintetizado por el grupo de Hayakawata y colaboradores en el año 2008. La toxicidad de las poblaciones americanas es desconocida.